# Málaga Club de Fútbol
Maillots
Actualités
Dernière mise à jour : 13 juillet 2024.
| \| Málaga CF \| Le club du Málaga CF est basé à Malaga dans · la région d'Andalousie dans le sud de l'Espagne. |
| Málaga CF |

Le Málaga Club de Fútbol est un club de football espagnol basé dans la ville de Malaga dans la Province de Malaga en Andalousie.
La principale origine du club est le Málaga Football Club. Fondé le 3 avril 1904, ce club va connaître de multiples fusions avec les autres clubs de football de la ville comme le FC Malagueño ou le Real Málaga FC pour fonder le Club Deportivo Malacitano. C'est avec ce nom que les Andalous vont faire leurs premiers pas en deuxième division espagnole, avant de changer une nouvelle fois de dénomination à la suite de l'inauguration du stade de la Rosaleda en 1941 pour endosser comme appellation Club Deportivo Málaga.
D'importants problèmes financiers contraignent le club au dépôt de bilan le 27 juillet 1992. L'équipe réserve du club, l'Atlético Malagueño, qui évolue alors en troisième division, va prendre le relais et ainsi se renommer Málaga Club de Fútbol en 1994.
Málaga évolue au Stade de la Rosaleda depuis 1941 et compte à son palmarès sur le plan national quatre Segunda Division et, une Coupe Intertoto sur le plan international. Son entraîneur est l'Espagnol Juan Ramón López Muñiz et son capitaine Federico Ricca. Son président a failli quitter le club à cause de soucis avec le gouvernement régional mais il est finalement resté.

## Histoire

### Origines et contextes
Le 3 avril 1904 naît le Málaga Club de Football. Le nom anglophone du club est dû à l'intégration du football, qui est un sport d'origine anglaise, en Andalousie. L'équipe ne va disputer que des matchs à l'échelle provinciale. En 1912 apparaît un deuxième club local : le FC Malagueño fondé par Manolo Gámez, ce second club arboré comme tenue un haut rouge et noir avec un bas noir. Puis vient l'éclosion de plusieurs sociétés : le Victoria FC, le Sporting Málaga Club et l'Athletic Málaga Club en 1914.
En 1916, le Sporting Málaga Club et l'Athletic Málaga Club fusionnent et fondent le Racing Club de Málaga. Ce ne sera pas la dernière fusion, puisqu'en 1917 le Málaga Club de Football n'atteint pas le niveau souhaité et joint le Racing Club de Málaga qui va adopter le nom du Málaga Racing Club. L'équipe déménage en 1919 dans le quartier de Huelin. Entre-temps en 1918, le Victoria FC va absorber le FC Malagueño.
Le 1er décembre 1921, le Málaga CF apparaît et devient le troisième plus important club de la ville. Présidé par Félix García Lomas, le club porte comme couleurs un haut bleu et blanc avec un bas noir. Certaines personnes de l'équipe dirigeante quitte en 1923 le club, afin de lancer un projet de football beaucoup plus ambitieux dans la ville, c'est alors que le Victoria FC va fusionner avec le petit club local de l'España FC et s'attitre comme nom le FC Malagueño. Malagueño fait ses débuts sur un terrain situé dans la Calle del Cristo de la Epidemia, contre l'Español Barcelone. Ricardo Zamora, un des gardiens les plus remarquables de tous les temps a pris part à ce match et, plus tard, va devenir le premier entraîneur de Málaga lorsque l'équipe va évoluer en première division.

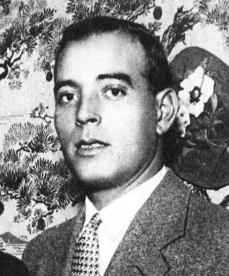
Ricardo Zamora, joueur puis entraîneur espagnol.

Quelques années plus tard, le 11 août 1927, Alfonso XIII accepte la présidence d'honneur du Málaga CF, qui ensuite va être rebaptisé Real Málaga CF, sous la direction du président Ignacio Lazarraga.
En 1929, le club prend part à une compétition officielle de la Ligue nationale, la troisième division. Deux équipes représentent la ville andalouse à cet échelon : le Real Málaga CF et le Malagueño FC. Le Real va alors quitter le terrain du "Baños del Carmen" et s'installer à Segalerva, autre arrondissement de Malaga.
En septembre 1930, le Real Málaga FC fusionne avec l'équipe locale Sporting Club à Segalerva, et devient le SC Málaga.

### 1933-1940: CD Malacitano
Le 15 mai 1933, le Malagueño FC et le Sport Club Málaga, parviennent à un accord, et forment le Club Deportivo Malacitano. Le premier match des Bleus et Blancs a lieu le 22 mai 1933 contre le Deportivo Alavés à "Baños del Carmen". Le match amical se termina par une nette victoire (5-1).
Le CD Malacitano, présidé par Francisco Fresneda, finit troisième du groupe VI durant la saison 1933-1934 et montent en deuxième division. En 1934, le CD Malacitano acquit un espace constructible dans le quartier de Martiricos par la mairie de la ville, dans le but de créer un nouveau stade. Le projet de La Rosaleda né. Aussi en 1934, la fédération espagnole décide d'augmenter le nombre de groupes et de clubs en deuxième division et troisième division.
Cette année-là, le CD Malacitano participe à la deuxième division pour la première fois de son histoire. Les saisons 1934-1935 et 1935-1936 voit le club terminer à la cinquième place. La guerre civile espagnole (1936-1939) entrave le développement du football dans tout le pays. La compétition est arrêtée jusqu'en 1939 où le CD Malacitano réalise sa meilleure performance en deuxième division, atteignant la troisième place.

### 1940-1992: CD Málaga
Le CD Malacitano change son nom en CD Málaga, le 8 septembre 1941, grâce à une proposition du Vice-Président Alba José Soriano. Le 14 septembre 1941 est inaugurée le stade de La Rosaleda, pour match de championnat opposant CD Málaga et le FC Séville. Match qui se termina par une victoire pour le Bleu et Blanc (3-2) devant 8 000 personnes.
Les années défilent, de 1941 à 1947 l'équipe andalouse jouera régulièrement au yo-yo alternant montées et descentes entre première division et deuxième division. Tout va basculer lors de la saison 1947-1948, Málaga décroche son ticket dans l'élite après avoir été vice-champion à égalité de points avec la Real Sociedad et le FC Grenade. Le 25 mai 1948, le Club Athlético Malagueño devient l'équipe réserviste du club. La capitale andalouse dispose enfin d'un représentant dans l'élite et va obtenir la douzième position sur quatorze équipes lors de sa première saison, avec Ricardo Zamora sur le banc. La saison suivante, 1950-1951, l'équipe ne parvient pas à éviter la relégation. La  première division étant passée de 14 à 16 clubs, il y avait alors 4 clubs promis à la descente. Málaga n'a besoin que d’une saison pour retrouver l'élite, remportant la seconde division. Malheureusement, la saison dans l'élite 1952-1953 n’est guère brillante et l'équipe finit avant-dernière, synonyme de nouvelle descente. Après une nouvelle remontée, l'équipe refait marche arrière lors de la saison 1954-1955, terminant bonne dernière du championnat.
Une période d’accalmie de sept années en deuxième division s’installe avant que Málaga ne revienne frapper à la porte de l’élite en 1962. Hélas, pour la seconde fois de son histoire, les andalous terminent derniers avec la plus mauvaises attaque (25 buts) et défense (70 buts). Trois années plus tard, en 1965-1966, l’équipe fait mieux termine à égalité de points avec l’Espanyol Barcelone mais son inefficacité offensive la pénalise, succombant une nouvelle fois à la descente.
Nullement découragés, les malaguistes retrouvent la première division dès l’année suivante après avoir remporté la deuxième division et réalise leur meilleur classement. En effet à l’issue de la saison 1967-1968, Málaga termine à la dixième place. Cependant, l'équipe échoue au maintien l’année suivante, finissant quatorzième et premier relégable. Une fois n’est pas coutume, Malaga ne met qu’une petite saison pour remonter et s’installe alors dans l'élite de le hiérarchie espagnole pendant cinq années, de 1970 à 1975. Le maintien n’est même pas d’actualité lors de la saison 1970-1971 puisque Málaga compte une marge de points assez importante et se cale tranquillement dans le ventre mou du classement. Le club termine en 9e position.
La saison 1971-1972 est brillante, l’équipe se maintient une nouvelle fois finissant 7e en partie grâce à sa défense de fer (la 3e du championnat). Toujours 3e défense l'année qui suit, l’équipe rétrograde quelque peu au classement lors de la saison 1972-1973 terminant en 10e position, à deux points de la cinquième place du classement. La saison 1973-1974 est remarquable, Málaga finit 7e et devance au classement les prestigieux clubs du Real Madrid et Valence. Après quatre belles saisons, le CD Málaga est relégué in-extremis à l’issue de la saison 1974-1975 d’un championnat extrêmement serré où sept équipes se tiennent finalement en deux points. Le premier non-relégable, Grenade, totalise le même nombre de points que l'équipe mais possède un goal-average qui joue en sa faveur.
La saison d’après, Málaga parvient à remonter immédiatement en première division. Cependant, six victoires, six nuls et vingt-deux défaites font de cette saison dans l'élite la pire saison de l'histoire du club, relégué bien avant le terme du championnat (Les Andalous totalisent treize points de retard sur le premier non-relégable).
L'équipe va ensuite enchaîner monter puis descente les deux années qui suit. Encore bon dernier de première division avec une attaque des plus médiocres (28 buts inscrits en 34 rencontres) lors de la saison 1977-1978. Il faut ensuite patienter jusqu'en 1982 avant de voir l'équipe remonter en première division, année du Mondial en Espagne.
Málaga s’installe alors pour trois saisons en première division. La saison 1982-1983 est clôturée à la 10e place, alors que le FC Valence frise la relégation et traverse une période noire.
En 1983-1984, c’est une honorable 9e place qui est atteinte avec un bilan bien équilibré (11 victoires, 11 matchs nuls, 12 défaites), la défense est une nouvelle fois 3e du championnat. Mais avec des carences offensives encore plus prononcées lors de la saison 1984-1985, Málaga tombe en Division 2. Trois années en deuxième division passées avec au bout, un titre de champion d’Espagne de deuxième division en 1988 et le Club Deportivo Málaga retrouvent la première division.
Le maintien est obtenu lors de la saison 1988-1989 en finissant 16e et avec trois points d’avance sur l’Espanyol Barcelone, premier relégable. 17e en 1989-1990 avec deux points de retard sur le Real Valladolid premier non-relégable, le CD Málaga fait une nouvelle fois ses adieux à la première division.
Les deux années suivantes ne sont guère glorieuses, en proie à de grosses difficultés financières le CD Málaga disparaît le 27 juillet 1992. L'équipe réserve, l'Atlético Malagueño, prend le relais et démarre en troisième division (l’équivalent de la CFA en France) à l’été 1992.

### 1992-2003: de la troisième division à la Coupe d'Europe
À l'issue de la saison 1992-1993, la Division 2B (l'équivalent du National en France) est atteinte avec succès sans aucune peine pour le club andalous. Mais nantis à nouveau de problèmes et sportifs et financiers, Malagueño sombre et est relégué en troisième division, frôlant même la disparition totale. C'est alors qu'arrivent à la tête du club deux hommes importants pour l'avenir du club : Federico Beltran et surtout Fernando Puche. Ces deux hommes parviennent à redresser le club économiquement et, le 29 juin 1994, l'Atlético Malagueño devient Málaga Club de Fútbol. Málaga remonte en Division 2B à l'issue de la saison 1994-1995 où l'équipe d'Antonio Benitez va rester invaincu.
L'équipe semble remis sur la bonne pente, ce qui est confirmé lors de la saison suivante, mais en dépit d'une bonne 5e place, le club ne peut participer à la phase d'accession en deuxième division professionnelle, ce qui sera acquis en revanche à l'issue de la saison 1996-1997.
À l'intersaison 1997, Puche, jusque-là vice-président du club, succède à Beltran et, sous sa houlette, Málaga continue sur la voie du succès et de la remontée. Après un titre de Champion de Division 2B en 1997-1998, l'équipe brigue le titre de champion d'Espagne en 1998-1999 : la première division est atteinte. Neuf ans après, Málaga retrouve le très haut niveau.
Les bleus et blanc assurent leur place dans l'élite pour une autre saison, à quatre matchs de la fin lors de la saison 1999-2000 terminant à la 12e position. Le Brésilien Catanha établit un record dans l'histoire de Málaga en marquant le plus de buts en Liga sur une saison (24).
Lors de la saison 2000-2001, Málaga poursuit sa progression et la saison est remarquable puisque les footballeurs de la Rosaleda luttent jusqu'à la dernière journée pour une place en Coupe UEFA. À mi-parcours déjà, ils ne sont qu'à deux points de la 6e place occupée par le Rayo Vallecano et à quatre points de la 5e place occupée par le Real Majorque. Malgré un beau parcours lors des matchs retours, l'équipe termine à la 8e place.
À l'intersaison 2001, des changements s'opèrent à la tête du club, Fernando Puche cède sa place de président à Serafin Roldan, actionnaire majeur du club.
Restant sur une bonne dynamique, les joueurs de andalous ne négligent pourtant quelque peu le championnat et s'ils ne sont que 12es à l'issue des matchs aller, ils rectifient brillamment le tir lors du cycle retour et s'octroie la 9e place. À un point seulement du 7e Alavès, mais à six points tout de même du Betis Séville, 6e, Málaga décroche son billet pour l'Intertoto. Point d'orgue de cette fin de saison, Manuel Contreras, gardien de but du club, est appelé en sélection espagnole pour la Coupe du monde qui se déroule en Asie, ce qui constitue une grande première pour Málaga.
Durant l'été 2002, Málaga qui a terminé neuvième du dernier exercice, est inscrit en Coupe Intertoto. Le vainqueur de cette compétition reçoit une place directe en Coupe UEFA. Les Andalous éliminent La Gantoise (Belgique), Willem II (Pays-Bas) et Villarreal, et remportent leur premier titre international le 27 août 2002.
Cette victoire permet au club de jouer en coupe d'Europe, pour la première fois dans l'histoire du football de Málaga. Les Andalous font leurs débuts en Coupe UEFA le 10 septembre 2002 à Zelejnicar (Bosnie). Après un brillant parcours, le club termine son rêve européen en quarts de finale contre Boavista (Portugal), éliminé aux tirs au but,.

### 2003-2010: entre descente et promotion
Après cinq saisons passées au club, Joaquín Peiros est remplacé par Juande Ramos en 2003-2004. À noter que cette saison-là, Málaga est le seul club en Europe à avoir son équipe première en première division, et l'équipe réserve en seconde division. Gregorio Manzano succède à Juande Ramos au titre d'entraîneur de l'équipe première, et, faute encore de résultats, est remplacé par l'entraîneur de l'équipe réserve, Antonio Tapia. Toutefois, après sept saisons consécutives dans l'élite, un record pour le club, l'équipe est reléguée en 2005-2006.
Le 1er août 2006, Serafín Roldán démissionne de son poste de président du club. Il est remplacé par Fernando Sanz. Le 12 juin 2008, Málaga signe un accord avec des créanciers, ce qui leur permettre de gérer leur dette et de regarder vers l'avenir avec optimisme.
De retour en deuxième division (2006-2007), le club ne se maintient qu'à quelques journées de la fin. La saison 2007-2008, est dirigée par Juan Ramón López Muñiz, directeur sportif et entraîneur, débute parfaitement avec sept victoires consécutives, et fait de Málaga un candidat sérieux à la montée. L'équipe assure sa promotion dans l'élite lors du dernier match de championnat le 15 juin 2008, grâce à une victoire sur le CD Tenerife à domicile.
Le promu andalou va réaliser une grosse performance en première division, terminant à la huitième place. Cependant, après une excellente année, le club va de nouveau traverser une période difficile. En 2009-2010, les Bleus et Blanc doivent attendre le dernier match pour conserver leur place en première division.

### Depuis 2010: rachat du club par Abdallah Al Thani et descente aux enfers
Les contraintes financières conduisent le président Fernando Sanz, à rechercher des investisseurs. Sanz se rend à Doha (Qatar) et, le 14 juin 2010, annonce devant le conseil supérieur des sports la vente du club andalou au cheikh Abdallah ben Nasser ben Abdallah Al Thani (en). Le 25 juin le nouveau propriétaire du club visite les infrastructures en compagnie du président sortant Fernando Sanz.
Le nouveau président va débloquer d'énormes fonds et va lancer une politique de recrutement audacieuse, marquée notamment par l'arrivée de l'international vénézuélien Salomón Rondón, l'international brésilien Julio Baptista et l'international argentin Martín Demichelis. Jesualdo Ferreira est alors nommé entraîneur du club le 28 juin 2010 pour trois ans. Malheureusement les mauvais résultats du club ont raison de lui et la sanction tombe le 2 novembre, l’entraîneur portugais est licencié et est remplacé par Manuel Pellegrini. Le club termine l’exercice 2010-2011 à la 11e place du classement avec 46 points.

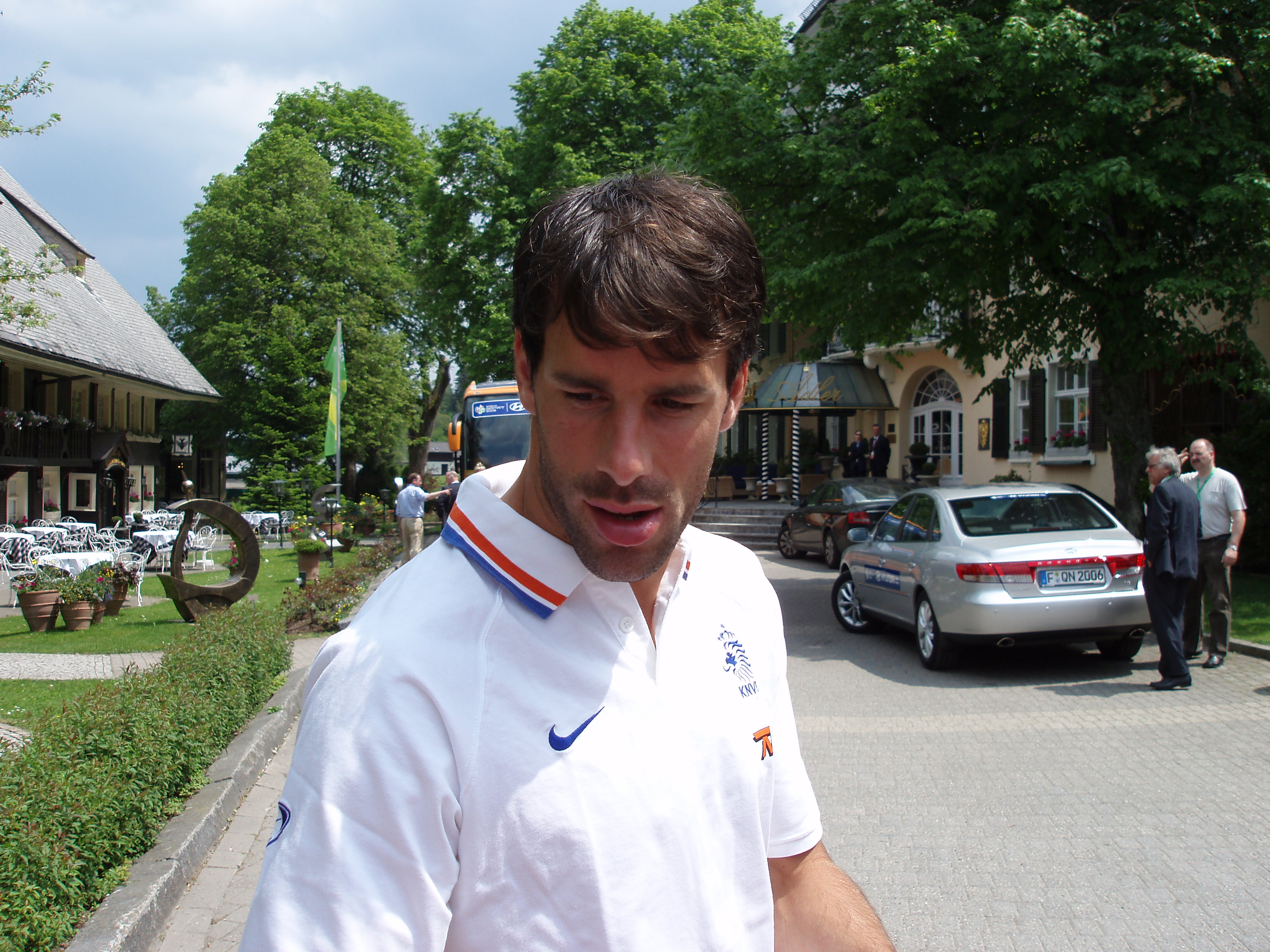
Ruud van Nistelrooy recrue star du club pendant l'intersaison 2011

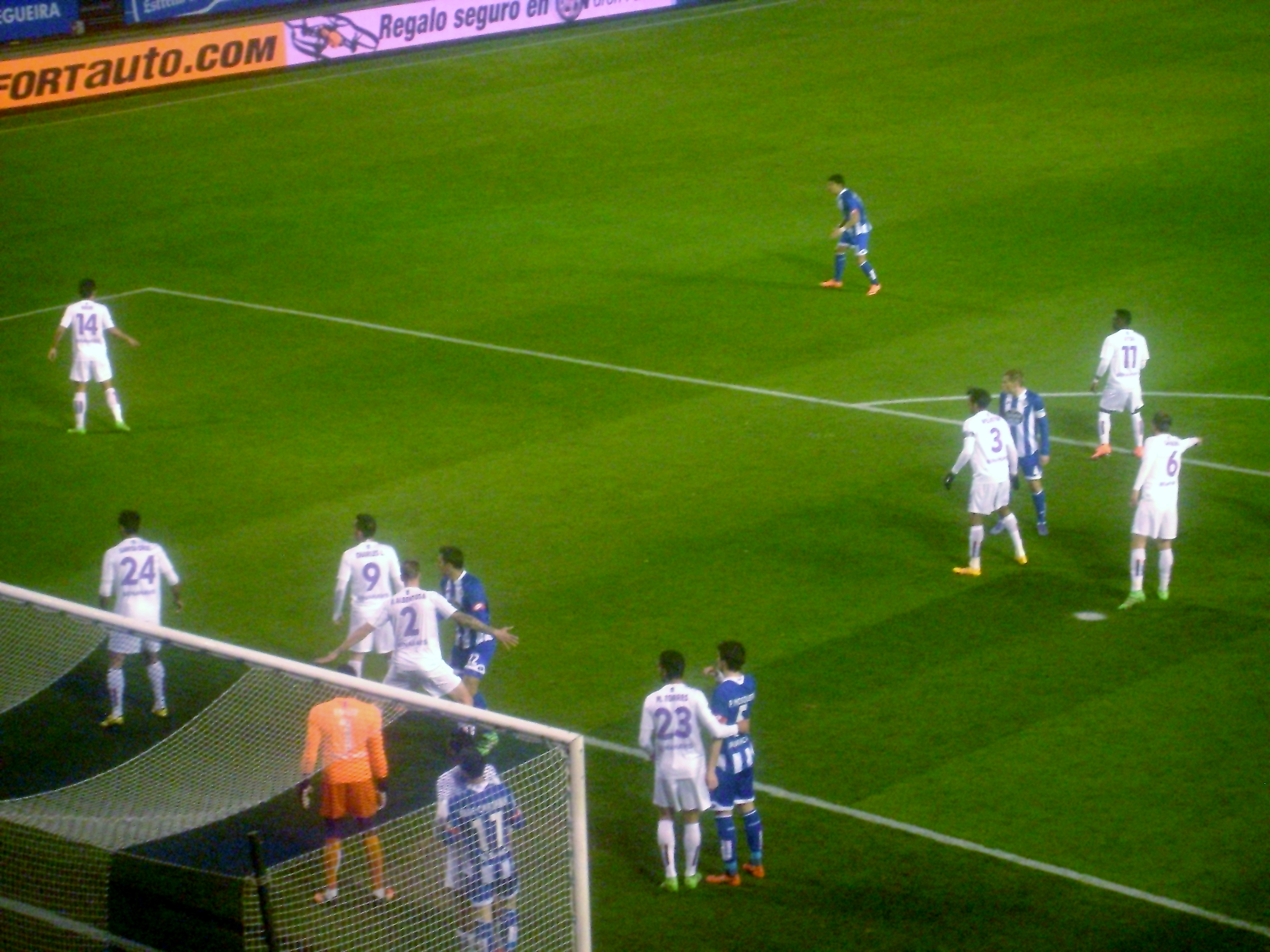
Deportivo de La Coruña vs. Málaga CF.

En juin 2011, Malaga recrute Ruud van Nistelrooy, Diego Buonanotte, Nacho Monreal ainsi que les internationaux Jérémy Toulalan, Joris Mathijsen et Joaquín Sánchez Rodríguez le 24 juin 2011. Santiago Cazorla, le joueur le plus cher de l'histoire du club, arrive en juillet.
La saison 2011-2012 voit le club s'installer début décembre à la cinquième place de la Liga, une place qui correspond aux objectifs du club : le but étant de se qualifier pour une coupe d'Europe pour la saison prochaine. Málaga termine quatrième de la Liga et se qualifie pour les barrages de la Ligue des Champions. Les Andalous éliminent alors le Panathinaïkos et accèdent pour la première fois de leur histoire en Ligue des Champions.
Le début de l’exercice 2012-2013 est exceptionnel. En effet, l'équipe pointe à la 4e place du classement de Liga. Le parcours en Ligue des champions est lui aussi remarquable, le club va terminer premier de sa poule composée du Milan AC, du Zénith Saint-Pétersbourg et d'Anderlecht, terminant invaincu.
Le 21 décembre 2012, l'UEFA suspend Malaga de sa prochaine éventuelle qualification pour une compétition européenne entre 2013 et 2017. De plus, le club écope d'une amende de 300 000 euros. La sanction fait suite à de nombreuses dettes que le club doit à ses employés, à d'autres clubs et à l'administration publique. Cette sanction provoque beaucoup de réactions au sein du club : l’entraîneur Manuel Pellegrini déclare sa déception vis-à-vis de la condamnation alors que Vicente Casado, directeur général du club, parle d'une décision injuste. De plus, le gouvernement andalou a manifesté son soutien au club.
Le 13 mars 2013, Málaga se qualifie pour les quarts de finale de la Ligue des champions en éliminant le FC Porto. Le 22 mai, l'entraîneur Manuel Pellegrini annonce qu'il quitte le club à la fin de la saison en raison de divergences quant au projet sportif du club.
Le club - qui échoue d'extrême justesse face au BVB Dortmund en quarts de finale de la ligue des champions au printemps 2013 - connaît de graves difficultés financières doit se séparer de ses cadres lors du mercato d’été 2013. Jérémy Toulalan rejoint l'AS Monaco, Isco le Real de Madrid et Joaquín l'ACF Fiorentina.
La saison 2013-2014 est décevante, Malaga termine à la treizième place du championnat.
Le 6 juin 2014 le cheik Abdallah Al Thani annonce qu'il n'investira plus dans le club, sans toutefois le revendre. Le club doit alors vivre de ses fonds propres, en misant sur des joueurs en fin de contrat, prêtés ou peu chers comme Guillermo Ochoa, Arthur Boka, Miguel Torres ou Nordin Amrabat. Malaga s'appuie sur ses dernières stars comme Roque Santa Cruz et Weligton Robson. Le club réussit plutôt bien sa mue en terminant neuvième à la fin de la saison 2014-2015.
Le samedi 21 janvier 2017, le Málaga FC entre dans l'histoire en alignant quatre vénézuéliens au début de la rencontre. Une première dans l’histoire des différentes ligues européennes. En effet, lors de la 19ème journée du championnat 2016-2017, opposant le Real Madrid et Malaga, étaient alignés sur le terrain : le défenseur central Mikel Villanueva, l'ailier Roberto Rosales, le milieu de terrain Juan Pablo Añor et le jeune attaquant Adalberto Peñaranda, tous originaires du Venezuela.
Le 20 mai 2023, dix ans après l'épopée en Ligue des champions, et plusieurs saisons en LaLiga SmartBank (deuxième division), le Málaga CF est officiellement relégué en Primera Federación (troisième division) après une saison chaotique qui l'a vu finir à la 20e place (sur 22 équipes) à six points du premier non-relégable.

## Palmarès

### Titres
| Compétitions nationales | Compétitions internationales |
| Compétitions actuelles - Championnat d'Espagne - Meilleure performance : 4e en 2012. - Championnat d'Espagne de D2 (4) - Champion : 1952, 1967, 1988 et 1999. - Vice-champion : 1949, 1970, 1979 et 2008. - Coupe d'Espagne - Meilleure performance : demi-finaliste en 1973. Anciennes compétitions - Trophée Costa del Sol (8) : - Vainqueur : 1963, 1971, 1974, 2005, 2008, 2010, 2011 et 2012. | Compétitions actuelles - Ligue des champions - Meilleure performance : quart de finaliste en 2013. - Coupe UEFA - Meilleure performance : quart de finaliste en 2003. Anciennes compétitions - Coupe Intertoto (1) : - Vainqueur : 2002. |

- Les trophées remportés par le CD Málaga sont pris en compte officiellement dans le palmarès du Málaga CF.

### Statistiques
- Saisons en Première Division : 37
- Saisons en Deuxième Division : 35
- Saisons en Troisième Division (Segunda-B) : 4

## Stade

### La Rosaleda

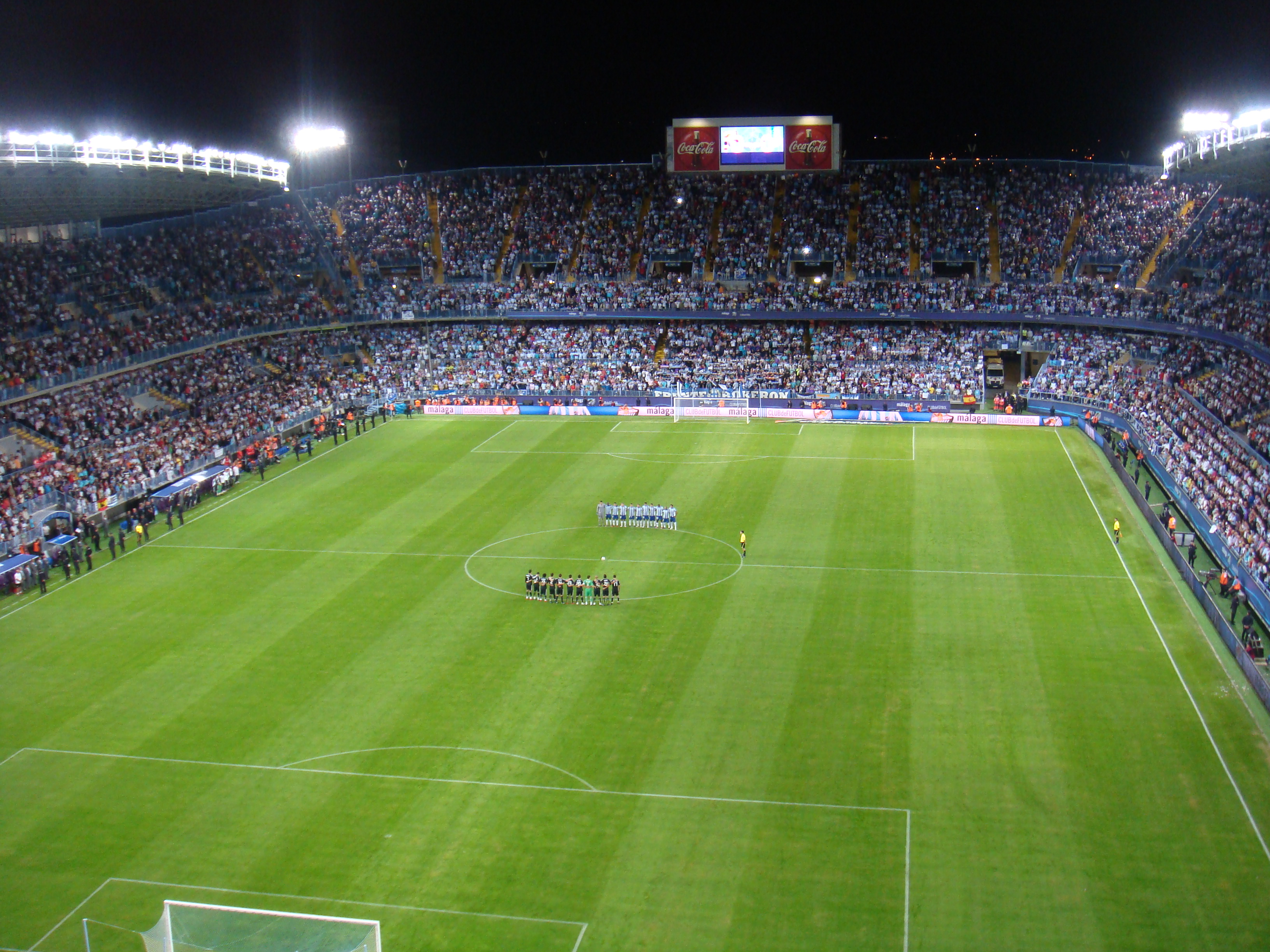
La Rosaleda

Le stade actuel du Málaga CF se situe dans le quartier Martiricos, sur la rive droite du fleuve Guadalmedina. Il a été ouvert en 1941 puis rénové pour la Coupe du monde 1982. Pendant cette période, la capacité du stade atteint 45 000 places.
Début 2000 commencent des travaux de réhabilitation qui durent jusqu'en 2006, avec la démolition et la reconstruction des gradins. Le stade "modernisé" est inauguré le 14 septembre 2006, avec un match opposant le Malaga CF au Nacional pour le compte du Trophée Costa del Sol.
En juillet 2010, une série de petits travaux est appliquée dans le stade : installation de nouveaux panneaux de signalisation qui se trouvent sur le bord du terrain, 38 nouveaux bancs, 39 nouveaux équipements sonores, etc.
La Rosaleda accueille chaque année le Trophée Costa del Sol, tournoi estival organisé pour la première fois en 1961. En plus d'avoir accueillie la Coupe du monde 1982, elle fait office d’hôte pour les matchs internationaux de l'équipe nationale espagnole, de la sélection régionale andalouse, ou encore des matchs de charité comme la Peace Cup 2009.
La porte numéro cinq du stade, porte Viberti, porte son nom en l'honneur de Sebastian Viberti, mythique joueur de Malaga dans les années 1970.
La capacité actuelle du stade est de 30 044 spectateurs.
Le 31 décembre 2012, Abdullah Al Thani fait part de son intérêt de devenir propriétaire du stade.

### Qatar Stadium
En décembre 2010, le président Abdullah Al Thani annonce à la presse la future construction d'un nouvel écrin de 65 000 places à Malaga, baptisé Qatar Stadium. Al Thani recherche quelque chose d'innovant et fait appel à un des architectes responsables des nouveaux stades de la Coupe du monde au Qatar en 2022. Le "Qatar Stadium" devrait coûter environ 200 millions d'euros, mais selon un journal local, la valeur peut encore augmenter.
Le propriétaire qatari du club s'est présenté enthousiasmé par le projet :

« Avec la candidature acquise en faveur du Qatar pour la Coupe du monde 2022, je veux construire un stade qui portera le nom de mon pays. Il sera le premier de son type et sa capacité sera de 65 000 places. Ce sera le troisième plus grand complexe d'Espagne après le Real et le Barça. Ce sera un grand objectif pour un club modeste comme le nôtre. »

— Abdullah Al Thani.

### Affluence
Depuis 2000, Málaga possède une affluence moyenne de 20 521 spectateurs.

## Symboles du club

### Historique des noms
- 1904-1927 : Málaga Football Club
- 1927-1930 : Real Málaga
- 1930-1933 : Málaga Sport Club
- 1933-1941 : Club Deportivo Malacitano
- 1941-1992 : Club Deportivo Málaga
- 1992-1994 : Club Atlético Malagueño
- 1994- : Málaga Club de Fútbol

### Historique du logo
Seuls les principaux logos sont présentés ici.
- 1933-1940 : logo du Club Deportivo Malacitano.
- 1940-1992 : logo du Club Deportivo Málaga.
- 1992-1994 : logo du Club Atlético Malagueño.
- Depuis 1994 : logo actuel du club.

Historique des logos de Málaga
1933-1940.
1940-1992.
1992-1994.
Depuis 1994.

### Hymne
L'hymne du Málaga CF est connu sous le nom de La Bombonera. Elle est officielle depuis le 10 août 1973. La musique est l'œuvre de Posada et Borriño, tandis que les textes ont été écrits par Celada et Tenorio.

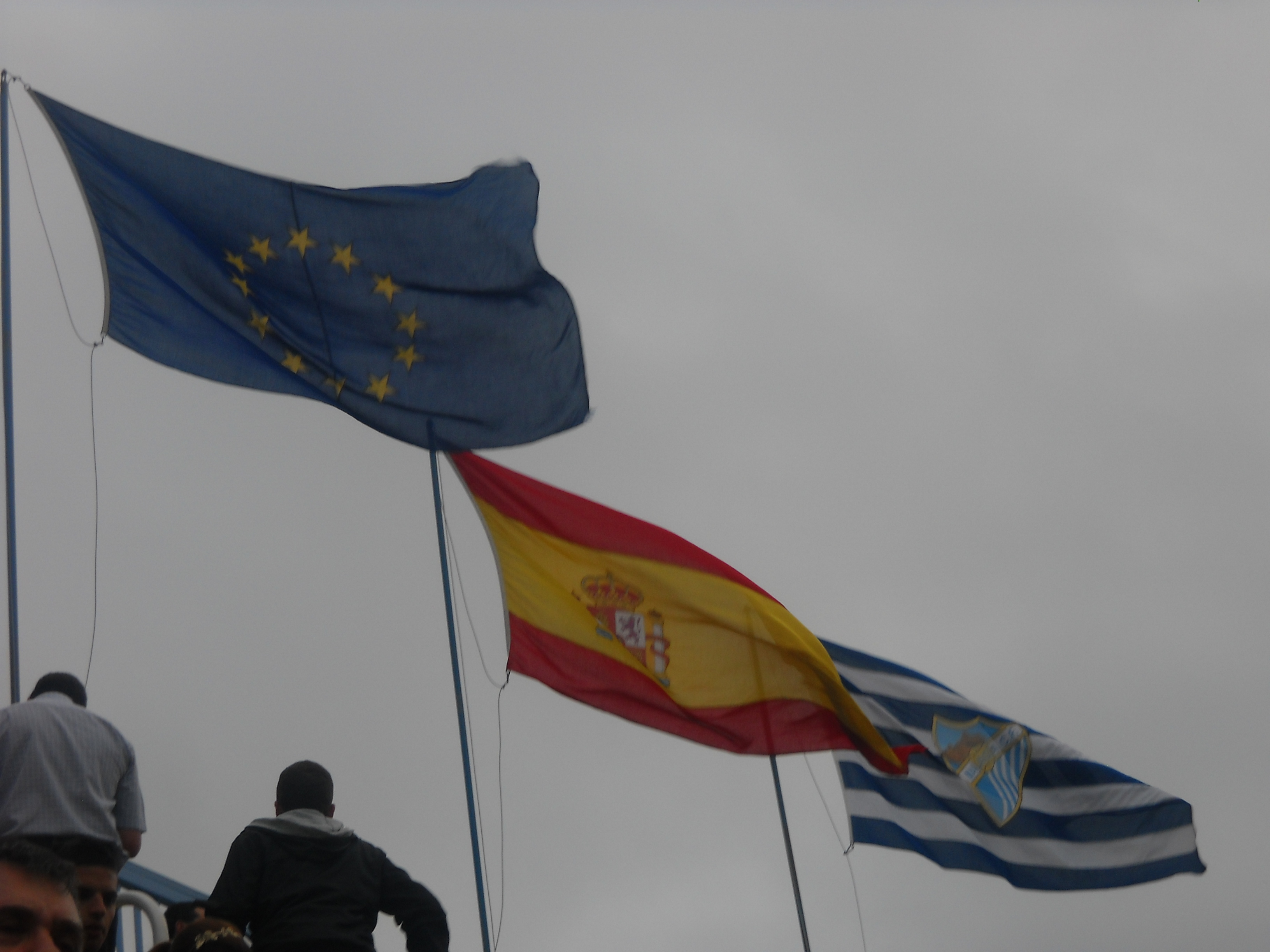
De gauche à droite, le drapeau de l'Union européenne, de l'Espagne et du club. Ils sont situés sur le toit de la Rosaleda.

Le Málaga CF possède, avec son hymne, une "chanson officielle" appelé Málaga Shula, réalisée par le groupe Cosa Mala. Cette chanson a été composée pendant la présidence de Fernando Sanz (2006 - 2010).
Aussi, il existe d'autres musiques dédiées au club, comme Yo Boquerón de Chandé.

### Drapeau
Le drapeau du Málaga Club de Fútbol est présent dans les évènements institutionnels tels que les apparitions de joueurs, conférences de presse, réunions de partenaires, etc.
L'enseigne de Málaga dispose de neuf bandes horizontales égales, cinq bleues et quatre blanches, avec l'écusson du club centré.

### Devise
La devise du club est : Memoria, Compromiso y Fe qui se traduit par Mémoire, engagement et foi. Elle a été choisie par les dirigeants du club andalou lors de la saison 2008/09. Mémoire pour se souvenir de l'histoire du club ; Engagement pour l'entente entre les joueurs et les fans ; Foi pour croire en l'avenir du club.

## Joueurs et personnalités du club

### Présidents
Le tableau suivant présente la liste des présidents du club depuis 1941.
| Rang | Nom                         | Période   |
| ---- | --------------------------- | --------- |
| 1    | Luis Ramírez Rodríguez      | 1941-1942 |
| 2    | José Soriano Alba           | 1942-1944 |
| 3    | Francisco Espejo Nevot      | 1944-1946 |
| 4    | Manuel Navarro Nogueroles   | 1946-1950 |
| 5    | José Luis Estrada Segalerva | 1950-1952 |
| 6    | Agustín Moreno García       | 1952      |
| 7    | Mario Canivell Freites      | 1952-1953 |
| 8    | José Luis Estrada Segalerva | 1953-1958 |
| 9    | Julio Parres López          | 1958-1963 |

| Rang | Nom                        | Période   |
| ---- | -------------------------- | --------- |
| 1    | Juan Moreno de Luna        | 1963-1969 |
| 2    | Antonio Rodríguez López    | 1969-1971 |
| 3    | Rafael Serrano Carvajal    | 1971-1975 |
| 4    | José Ibáñez Narváez        | 1975-1977 |
| 5    | Federico Brinkmann Gil     | 1977-1981 |
| 6    | Antonio Pérez-Gascón Cobos | 1981-1985 |
| 7    | Eduardo Padilla Díaz       | 1985-1987 |
| 8    | Francisco García Anaya     | 1987-1989 |
| 9    | José Pardo Requena         | 1989-1991 |

| Rang | Nom                          | Période   |
| ---- | ---------------------------- | --------- |
| 1    | José Toboso Plaza            | 1991-1992 |
| 2    | José Antonio Domínguez       | 1992-1994 |
| 3    | Federico Beltrán Galindo     | 1994-1997 |
| 4    | Fernando Puche Doña          | 1997-2001 |
| 5    | Serafín Roldán Freire        | 2001-2006 |
| 6    | Fernando Sanz Durán          | 2006-2010 |
| 7    | Abdullah ben Nasser Al Thani | 2010-     |

### Entraîneurs
Le tableau suivant présente la liste des entraîneurs du club depuis 1941.
| Rang | Nom                       | Période                     |
| ---- | ------------------------- | --------------------------- |
| 1    | Cristóbal Martí           | 1941-mars 1942              |
| 2    | Manuel Olivares Lapeña    | avril 1942-janvier 1943     |
| 3    | Antonio Calderón Jiménez  | janvier 1943-mai 1943       |
| 4    | Tomás Díez Aizpuru        | mai 1943-juin 1943          |
| 5    | Paco Bru                  | juin 1943-mars 1945         |
| 6    | Antonio Iznata            | mars 1945-novembre 1946     |
| 7    | Marcelino González        | novembre 1946-juin 1948     |
| 8    | Luis Urquiri              | juillet 1948-mai 1949       |
| 9    | Ricardo Zamora            | mai 1949-juillet 1951       |
| 10   | Antonio Barrios           | août 1951-mai 1952          |
| 11   | Gabriel Andonegui         | juillet 1952-janvier 1953   |
| 12   | Antonio Iznata            | janvier 1953-févr. 1953     |
| 13   | Helenio Herrera           | févr. 1953-mai 1953         |
| 14   | Antonio Iznata            | mai 1953-décembre 1953      |
| 15   | Luis Casas                | décembre 1953-janvier 1955  |
| 16   | Antonio Iznata            | janvier 1955-juillet 1955   |
| 17   | Ramón Colón Acevedo       | juillet 1955-mars 1956      |
| 18   | Antonio Iznata            | mars 1956-juin 1956         |
| 19   | Manuel Echezarreta        | juillet 1956-avril 1958     |
| 20   | Antonio Iznata            | avril 1958-juin 1958        |
| 21   | Carlos Iturraspe          | juillet 1958-novembre 1958  |
| 22   | Antonio Iznata            | novembre 1958-décembre 1958 |
| 23   | José Varela Nocera        | décembre 1958-mars 1959     |
| 24   | Eduardo Rubio             | mars 1959-avril 1959        |
| 25   | Rogelio Santiago          | 1959-juin 1960              |
| 26   | Juan Ochoantesana Melicua | 1960-1961                   |
| 27   | Sabino Barinaga           | 1961-1963                   |
| 28   | Antonio Iznata            | févr. 1963-mai 1963         |
| 29   | José Luis Riera Biosca    | juin 1963-décembre 1963     |
| 30   | José María Zárraga        | janvier 1964-juin 1964      |
| 31   | Domingo Balmanya          | 1964-1965                   |

| Rang | Nom                        | Période   |
| ---- | -------------------------- | --------- |
| 32   | Luis Miró                  | 1965-1966 |
| 33   | Ernesto Pons               | 1966-1967 |
| 34   | Otto Bumbel                | 1968      |
| 35   | José María Zárraga         | 1969      |
| 36   | Jenő Kalmár                | 1970-1971 |
| 37   | Marcel Domingo             | 1972-1974 |
| 38   | Milorad Pavić              | 1975-1976 |
| 39   | José Luis Fuentes          | 1977      |
| 40   | Otto Bumbel                | 1978      |
| 41   | Sebastián Viberti          | 1978-1980 |
| 42   | Abdallah Ben Barek         | 1980-1981 |
| 43   | Antonio Benítez            | 1994-1995 |
| 44   | Antonio Rubén D'Accorso    | 1985      |
| 45   | José Luis Fuentes          | 1986      |
| 46   | Antonio Benítez            | 1986-1987 |
| 47   | Ladislao Kubala            | 1987-1988 |
| 48   | José Sánchez Pérez         | 1988      |
| 49   | Luis Costa                 | 1988      |
| 50   | Antonio Benítez            | 1989-1990 |
| 51   | Waldo Ramos                | 1990      |
| 52   | Abdallah Ben Barek         | 1991-1992 |
| 53   | José Luis Monreal Sotillo  | 1992      |
| 54   | Antonio Montero "Nene"     | 1992      |
| 55   | Fernando Rosas             | 1992-1993 |
| 56   | Antonio Montero "Nene"     | 1993      |
| 57   | Francisco Javier Ortiz     | 1993      |
| 58   | Ricardo Albis              | 1994      |
| 59   | Voltaire García            | 1994      |
| 60   | Antonio Benítez            | 1994-1995 |
| 61   | José Antonio Jiménez Rueda | 1996      |
| 62   | Pepe Cayuela               | 1996      |

| Rang | Nom                        | Période   |
| ---- | -------------------------- | --------- |
| 63   | Juan Carlos Añón (intérim) | 1996      |
| 64   | José Manuel Díaz Novoa     | 1997      |
| 65   | Ricardo Albis (intérim)    | 1997      |
| 66   | Tolo Plaza                 | 1997      |
| 67   | Ismael Díaz Galán          | 1998      |
| 68   | Joaquín Peiró              | 1998-2003 |
| 69   | Juande Ramos               | 2003-2004 |
| 70   | Gregorio Manzano           | 2004-2005 |
| 71   | Antonio Tapia              | 2005-2006 |
| 72   | Manolo Hierro              | 2006      |
| 73   | Marcos Alonso              | 2006      |
| 74   | Juan Ramón López Muñiz     | 2006-2008 |
| 75   | Antonio Tapia              | 2008-2009 |
| 76   | Juan Ramón López Muñiz     | 2009-2010 |
| 77   | Jesualdo Ferreira          | 2010      |
| 78   | Rafael Gil (intérim)       | 2010      |
| 79   | Manuel Pellegrini          | 2010-2013 |
| 80   | Bernd Schuster             | 2013-2014 |
| 81   | Javi Gracia                | 2014-2016 |
| 82   | Juande Ramos               | 2016      |
| 83   | Marcelo Romero             | 2017      |
| 84   | Míchel                     | 2017-2018 |
| 85   | José González              | 2018      |
| 86   | Juan Ramón López Muñiz     | 2018-2019 |
| 87   | Víctor Sánchez del Amo     | 2019-2020 |
| 88   | Sergio Pellicer            | 2020-     |

## Soutien et image

### Médias
Le club dispose de sa propre chaîne de télévision appelée Málaga CF TV, et de sa propre station de radio appelée Radio Málaga CF actuellement émis par le site du club.
Málaga met aussi en ligne via son site officiel, un magazine semestriel du nom de Blanquiazul.

### Rivalités

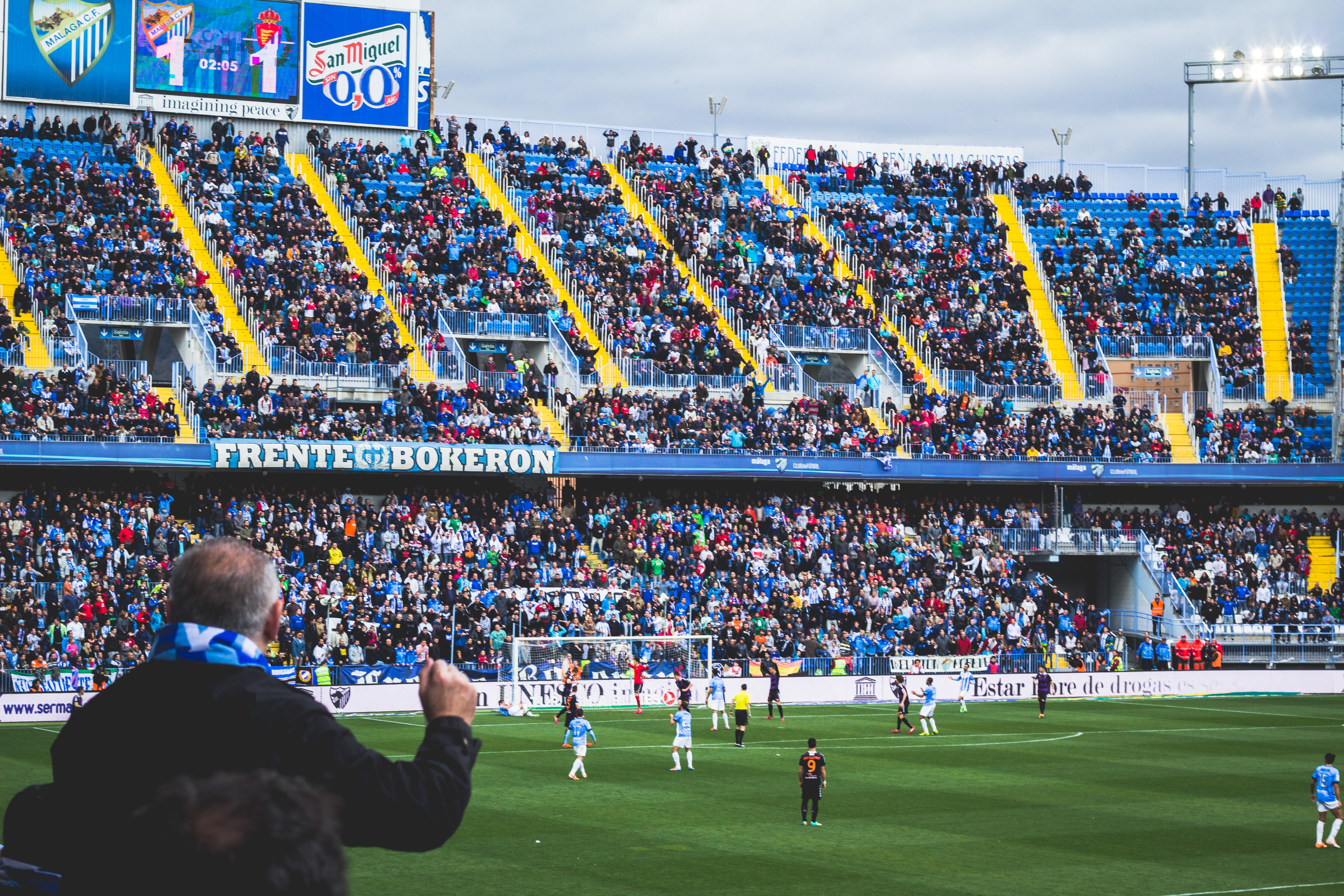
Supporters lors d'un match de leur équipe.

Le principal rival de Málaga est son plus proche voisin, Grenade. Ce match, appelé "Derby de l'Andalousie", voit ces deux équipes se disputer la suprématie régionale.
Cependant, beaucoup de fans des deux équipes estiment que la rivalité intense les opposant dans les années 1970 est close. Aujourd'hui, ce match est plutôt considéré comme une rencontre entre voisins amis.

### Groupes de supporters
Fondé en 1986, Frente Bokerón est le plus ancien groupe de supporter recensé. Il est considéré comme l'un des principaux groupes d'ultras en Andalousie. Malaka Hinchas est la deuxième plus importante association de fan du club, elle a été fondée en 2001.
Il existe également d'autres groupes de supporters tel que Peña Universitaria Malaguista ou Guiri Army.

## Autres équipes

### Atlético Malagueño
L'Atlético Malagueño est l'équipe réserve du club.
Pour la saison 2018-2019, elle évolue en Segunda División B.

### Catégories inférieures
L'équipe possède des groupes recensant les moins de 18 ans, les moins de 17 ans, les cadets, les benjamins et les juniors.